# 일직 손씨
일직 손씨(一直孫氏) 또는 경상북도 안동시 일직면을 본관으로 하는 한국의 성씨이다. 시조 손응(孫凝)의 원래 성은 순(荀)씨였는데 고려 현종의 이름과 음이 같다하여 손(孫)씨로 사성되었다.

## 역사
『동국여지승람(東國輿地勝覽)』과 안동시 일직면 송리리에 있는 손홍량 유허비에 의하면 시조 손응(孫凝)의 원래 이름은 순응(荀凝)으로 순(荀)씨였는데 고려 8대 현종의 이름과 음이 같다하여 손(孫)씨로 사성되었다고 한다. 그러나 손응 이후의 계대(繼代)에 대한 기록이 전하지 않아 상의직장동정(尙衣直長同正)을 지낸 손세향(孫世鄕)을 1세조로 하고 있으며, 장군을 지낸 손간(孫幹)을 중시조로 하여 일직(一直 : 경상북도 안동시 일직면 송리리)에 자리잡아 살면서 본관을 일직(一直)으로 삼게 되었다.
손홍량은 현재의 일직면 송리리에서 태어났다. 1309년 문과에 올라 충선왕, 충숙왕, 충혜왕, 충목왕을 거쳐 충정왕 때 벼슬이 판삼사사에 이르렀으며 정평(靖平)이란 시호를 받았다. 손홍량은 밀직사를 지낸 손득수(孫得壽)와 전공판서를 지낸 손득령(孫得齡) 두 아들이 있고, 흥해 배씨(興海裵氏)의 안동 입향조 배전(裵詮)이 사위이다.
손득수의 아들 손영유(孫永裕)는 손홍량의 자손으로 조선왕조에서 첫 출사자로 한성판윤을 지냈다. 손영유의 아들 손관(孫寬)은 진성현감을 지냈는데 밀양 용평리로 이거하였다. 손관의 맏아들 격재(格齋) 손조서(孫肇瑞)는 일직면 송리리에서 나서 밀양 용평리에서 자랐다.
1435년에 문과에 급제하여 사헌부감찰, 병조정랑을 거쳐 집현전학사로 한림원에 있었다. 외직으로 나가 봉산군수에 있다가 단종복위를 꾀하던 학사들이 순절하자 벼슬을 던지고 향리에 은거하였다. 손조서는 도학이 깊고 문장과 학문이 뛰어났으며 밀양의 서산서원(西山書院)과 대구의 청호서원(靑湖書院)에 제향되었다.

## 본관
일직(一直)은 경상북도 안동시 일직면 일대의 지명이다. 일직현(一直縣)이 757년(신라 경덕왕 16년)에 직녕현(直寧縣)으로 개칭되어 고창군(古昌郡)의 영현(領縣)이 되었는데, 고려에서 다시 일직현(一直縣)으로 바꾸었다. 《세종실록지리지》에 경상도 안동대도호부 일직(一直)의 성으로 임(任)·손(孫)·김(金)·노(盧)·전(田)·한(韓) 6성이 기록되어 있다.

## 번영
손홍량(孫洪亮)은 1287년(충렬왕 13년) 일직(一直)에서 출생(出生)하여 6대의 왕조(王朝)를 거치면서 벼슬이 판삼사사(判三司事)에 이르렀고 복주부원군(福州府院君)에 봉(封)해져서 가문(家門)을 크게 중흥(中興)시켰다. 특히 그는 40여 년의 벼슬길에서 나라의 요직(要職)을 두루 거치면서 고려(高麗) 말기(末期)의 어려운 국정(國政)에 크게 이바지 하다가 1351년 (충정왕 3) 65세로 치사(致仕)하여 고향에서 여생을 보냈으며, 홍건적(紅巾賊)의 침입(侵入)으로 복주(福州)에 피난(避難)하는 공민왕(恭愍王)을 중도에서 평복으로 맞이하여 난국(亂國)에 대(對)한 수습책(收拾策)을 진언하니 왕이 그의 충의(忠毅)에 감탄(感歎)하여 "충정이 하나같이 곧은 사람이 늙을수록 나라위한 마음이 더하도다(子誠一直人 老而益篤)"라는 시와 함께 정평공(靖平公)의 시호(諡號)를 하사하였다.1364년 난의 평정을 축하하러 개경에 갔을 때 왕은 영정(影幀)과 구절산호용장(九節珊瑚龍杖: 용을 아로새긴 아홉 마디의 산호 지팡이)을 내리며 "경의 두 아들도 나를 섬기도록 하라"고 당부했다.손홍량의 맏아들 손득수(孫得壽)는 정순대부(正順大夫)로 밀직사 좌대언(密直司左代言) 등을 지내고 고려가 망하자 초계 군수(草溪郡守)를 지낸 아들 손웅발(孫雄發)과 함께 벼슬을 버리고 종적을 감추었으며, 차남 손득령(得齡)은 봉익대부(奉翊大夫)로 전공 판서(典工判書) 겸 진현관 대제학(進賢館大提學)을 지냈다.조선시대에 손홍량의 증손 손관(孫寬: 영유의 아들)이 진성 현감(眞城縣監)을 지내고 밀양의 용평리로 이사하여 살면서 오늘날 밀양군 산외면 다원리를 비롯한 영천, 김해 등지에 취락을 이루게 되었다.손관의 아들 손조서(孫肇瑞)는 1435년(세종 17년) 식년문과에 급제하여 검열(檢閱)과 사헌부 감찰(司憲府監察), 병조정랑(兵曹正郞), 등을 거쳐 봉산 군수(鳳山郡守)로 나갔다가 성삼문(成三問), 박팽년(朴彭年) 등이 단종복위를 꾀하다가 순절하자 벼슬을 버리고 고향에서 지내며 호조 참의에 임명되었으나 취임하지 않았다.특히 그는 학문이 뛰어나고 경전(經傳)과 도학(道學)에 정통하여 심경연의(心經衍義)와 근사록연의(近思錄衍義)를 저술했으며 시문(詩文)의 대가로서 당대의 석학(碩學) 김종직(金宗直)과 친교가 두터웠고, 문하에서 정여창(鄭汝昌), 김굉필(金宏弼) 등과 같은 거유(巨儒)를 배출하여 명망이 높았다. 그가 죽은 먼 훗날 정조는 예조(禮曹)에 명하기를 "한림 손조서는 드높은 명망과 절조가 있어 일컬을 만한데, 어찌하여 인물조에 올려 상세히 주를 달지 않는가"라는 유시(諭示)를 내렸으며, 1812년(순조 12년)에는 이조참의(吏曹參議)와 양관대제학(兩館大提學)을 증직하고 그 자손(子孫)에게 잡역을 면하게 하였다.그 밖의 인물(人物)로는 임진왜란(壬辰倭亂)때 의병을 모아 왜적(倭敵)과의 싸움에서 눈부신 공을 남긴 손처눌(孫處訥)과 인조반정 후 단성 현감을 지내고 정묘호란에 의병장으로 활약한 손인이 유명했으며, 동지중추부사(同知中 樞府事) 손필억(孫必億)의 아들 손명대(孫命大)는 숙종 때 선전관(宣傳官)과 진도군수(珍島郡守)를 지내고 영조 때 역신 이인좌(李麟佐)의 난을 평정하는 데 공을 세워 경상좌도 수군절도사(水軍節度使)에 승진하였으며 훈련도감 별장(訓練都監別將)과 선천 방어사(宣川防禦使)를 역임하였다. 이외에 현감을 지낸 손처신(孫處愼), 손숙(孫璹), 좌랑(佐郞) 손단(孫湍) 등이 있다.

## 분파
- 상서공(尙書公) - 안동송천파(安東松川派), 안협파(安峽派), 척곡파(尺谷派), 춘양파(春梁派)
- 좌승지공(左承旨派) - 경광파(鏡光派), 경산파(慶山派), 구계파(龜溪派), 김해파(金海派), 대구파(大邱派), 동래파(東萊派), 밀양파(密陽派), 세촌파(細村派), 송동파(松洞派), 신흥파(新興派), 예천파(禮泉派), 일직파(一直派), 청도파(淸道派),
- 판서공(判書公) - 경주파(慶州派), 묵계파(默溪派), 봉화파(奉化派), 안동송천파(安東松川派), 영주파(榮州派), 영천파(永川派), 의주파(義州派), 조양파(朝陽派), 책구리파(冊求里派), 풍기파(豊基派)

## 인물
- 손홍량(孫洪亮, 1287년 ~ 1379년) : 1349년(충정왕 1) 추성수의동덕찬화공신(推誠守義同德贊化功臣)에 봉해지고, 도첨의찬성사(都僉議贊成事)를 거쳐 판삼사사(判三司事)가 되었다. 이듬해 복천부원군(福川府院君)에 봉해졌으며, 1351년 치사(致仕)하였다. 1362년(공민왕 11) 홍건적(紅巾賊)의 난으로 왕이 복주(福州)로 피난할 때 중도에서 평복(平服)으로 왕을 맞아 치하를 받았다. 1364년 난의 평정을 축하하기 위해 서울에 올라가서 왕으로부터 궤장(几杖)과 자신의 초상화를 받았다. 시호는 정평(靖平)이다.
- 손조서(孫肇瑞, 1412년 ~ 1473년) : 1432년(세종 14) 사마시에 합격하여 생원이 되고, 1435년(세종 17) 식년문과에 동진사(同進士)로 급제하였다. 그 해 예문관검열을 거쳐 집현전에 보직되었으며, 지봉산군사(知鳳山郡事)가 되었다.1451년(문종 1)에 병조정랑을 지냈다. 1456년(세조 2)에 단종의 복위를 꾀하던 성삼문(成三問) 등이 살해되자 벼슬을 버리고 고향에 은둔, 호조참의에 임명되었으나 취임하지 않았다. 대구의 청호서원(靑湖書院)에 제향되었다.
- 손처눌(孫處訥, 1553년 ~ 1634년) : 조선 중기의 성리학자
- 손린(孫遴, 1566년 ~ 1628년) : 1615년 안동교수(安東敎授)가 되고, 1618년 예문관봉교를 거쳐 1623년 인조반정 후 예조좌랑 겸 춘추관기사관, 병조좌랑, 단성현감을 지냈다. 1627년 정묘호란 때 정경세(鄭經世)에 의하여 추천되어 의병장이 되었고, 난후 향리로 돌아가 벼슬을 하지 않았다.
- 손명대(孫命大, 1675년 ~ 1733년) 1697년(숙종 23)에 무과에 급제하여 선전관을 거쳐 진도군수를 역임하였고, 1728년 이인좌(李麟佐)의 난을 토벌한 공로로 경상좌도수군절도사에 제수되었으며, 훈련도감별장·선천방어사 등을 지냈다.
- 손상룡 : 금위영 선전관(禁衛營宣傳官)‧무산부사(茂山府使), 장단부사(長湍府使), 김해부사(金海府使) 등을 지냈다.
- 손진민 : 1750년(영조 26) 9월에 충청도수군절도사(忠淸道水軍節度使)가 되었고, 1752년(영조 28) 7월에 경상좌도병마절도사(慶尙左道兵馬節度使)가 되었으며, 1754년(영조 30) 7월에 남도병마절도사(南道兵馬節度使)‧1757년(영조 33) 3월에 북도병마절도사(北道兵馬節度使)에 임명되었다.이후 1759년(영조 35) 7월에 오위도총부부총관(五衛都摠府副摠管)에 임명되었다.
- 손숙(孫淑, 1944년 ~ ) : 제6대 환경부 장관, 예술의전당 이사장
- 손기식(孫基植, 1950년 ~ ) : 제19대 사법연수원장
- 손석원(孫錫原, 1953년 ~ ) : 前 삼성토탈 사장
- 손기호(孫基浩, 1959년 ~ ) : 대한법률구조공단 사무총장
- 손정의(孫正義, 1957년 ~ ) : 소프트뱅크 대표이사 사장
- 손병석(孫昞錫, 1962년 ~ ) : 제4대 국토교통부 제1차관. 한국철도공사 사장.
- 손기창(1923년 ~) : 경창산업 명예회장. 수당장학회 이사장

## 과거 급제자
일직 손씨는 조선시대 문과 급제자 6명을 배출하였다.
문과
손단(孫湍) 손달원(孫達遠) 손린(孫遴) 손조서(孫肇瑞) 손처신(孫處愼)
손처인(孫處仁)
무과
손명대(孫命大) 손문서(孫文恕) 손수대(孫秀大) 손진민(孫鎭民) 손초상(孫楚尙)
손태영(孫泰永)
생원시
손세기(孫世紀) 손숭로(孫崇魯) 손우남(孫宇男) 손유남(孫有男) 손처신(孫處愼)
손효조(孫孝祖)
진사시
손문갑(孫文甲) 손세탁(孫世鐸) 손유경(孫有慶) 손유남(孫有男) 손진충(孫盡忠)
손처약(孫處約) 손침(孫忱) 손항(孫沆) 손호(孫顥)
음관
손경헌(孫璟憲) 손관원(孫觀遠) 손규헌(孫珪憲) 손규헌(孫珪憲) 손성헌(孫成憲)
손수원(孫綏遠) 손양석(孫亮錫) 손양숙(孫亮肅) 손양한(孫亮漢) 손양한(孫亮漢)
손장헌(孫章憲) 손장헌(孫章憲) 손태헌(孫泰憲) 손해원(孫海遠) 손해원(孫海遠)
의과
손세균(孫世鈞)

## 집성촌
- 경상남도 밀양시 산외면 다죽리
- 경상남도 밀양시 산내면 송백리
- 경상북도 의성군 춘산면 신흥리
- 경상북도 청도군 청도읍 원정리
- 대구광역시 동구 도동
- 경상북도 경주시 강동면 인동리
- 경상북도 경주시 강동면 호명리

## 인구
- 1985년 5,289가구, 22,215명
- 2000년 7,714가구, 24,187명
- 2015년+일직 손씨 10,210명 = 27,132명

## 같이 보기
- 홍산 순씨